# Žitná-Radiša
Žitná-Radiša és un poble i municipi d'Eslovàquia que es troba a la regió de Trenčín. La primera menció escrita de la vila es remunta al 1295.

## Demografia
| Godina             | 1994 | 2004   | 2014   | 2024   |
| ------------------ | ---- | ------ | ------ | ------ |
| Nombre de persones | 475  | 458    | 454    | 436    |
| Diferència         |      | −3,57% | −0,87% | −3,96% |

| Godina             | 2023 | 2024   |
| ------------------ | ---- | ------ |
| Nombre de persones | 443  | 436    |
| Diferència         |      | −1,58% |